# Francis Bott
Pour les articles homonymes, voir Bott.
Francis Bott (de son vrai nom Ernst Bott, né le 8 mars 1904 à Francfort-sur-le-Main et mort le 7 novembre 1998  à Lugano, Tessin) est un peintre allemand, représentant de la deuxième École de Paris, et donc de l'art informel.
Sa création artistique montre deux priorités selon toute apparence opposées : figuration surréelle et fantastique et abstraction géométrique tachiste. Son travail se compose de toiles, peintures sur verre, dessins, aquarelles, gouaches, sculptures et objets ; il est également connu comme créateur d'éléments scéniques. Il a exercé principalement une activité de peintre.

## Une vie vagabonde
Francis Bott est né dans une famille bourgeoise, mais a connu une jeunesse instable avec sa famille, voyageant déjà tôt en France, en Belgique, en Hollande et en Suisse. À partir de 1910, il fréquente des écoles et des internats, pour la plupart francophones, en Suisse et en Belgique. En 1918, sa famille revient en Allemagne (Cologne), où Bott fait, entre autres, la connaissance d’Anton Räderscheidt et rejoint le cercle autour de Heinrich Hoerle et Max Ernst. Ses tentatives de s'assimiler au travail de son père ou de travailler comme cuisinier échouent.
Influencé par ses entretiens avec les « progressistes de Cologne » (« Kölner Progressiven ») et leurs convictions pacifistes, Francis Bott développe une vision du monde anarchiste. Son besoin impérieux de liberté individuelle l’incite, après le décès du père en 1921, à vivre une vie de nomade, pour ainsi dire de vagabond d’extrême gauche, qui le conduit, entre autres, à Berlin et, comme passager clandestin ou cuisinier de navire, aux États-Unis et au Mexique. À Berlin, en 1924, Francis Bott fait la connaissance d'Herwarth Walden et du cercle qui gravite autour de la revue Der Sturm (litt. La tempête). La même année, il rencontre à Dresde sa future femme, Maria Gruschka (« Manja »), fille d'un rabbin, née en Pologne. En 1925, de retour à Berlin, Francis Bott s'intéresse avant tout au milieu théâtral et se lie avec Bertolt Brecht.
En 1926, Francis Bott et Manja s’installent à Vienne. Il gagne maintenant sa vie en tant que chanteur des rues, acteur intermittent et peintre de cartes postales. Sa relation avec Bertolt Brecht persiste, et c’est ainsi que F. Bott et Manja adhèrent au Parti communiste d'Allemagne (KPD) en 1928. En 1930, la crise économique mondiale force le couple à quitter Vienne pour s’installer chez des amis politiques à Francfort-sur-le-Main, mais en 1932 le couple retourne à Vienne. Francis Bott est condamné par contumace à la détention à Francfort-sur-le-Main en raison de son activité politique, en 1933 il est arrêté à Nuremberg, mais réussit à s'évader et à rentrer à Vienne. Là aussi arrêté, il doit être expulsé vers l'Allemagne, mais est conduit à la frontière tchèque, et c’est ainsi que Francis Bott et Manja arrivent à Prague.
Ici, il fréquente l'expressionniste autrichien Oskar Kokoschka qui le convainc de son talent, à la suite de quoi Francis Bott se tourne résolument vers sa vocation artistique. En 1936, Francis Bott et Manja sont contraints de quitter la Tchécoslovaquie ; en 1937 ils arrivent via Zagreb (Yougoslavie) et l'Italie du Nord à Paris, où Bott fait personnellement la connaissance de Max Ernst et de Pablo Picasso. Après une courte participation à la guerre civile espagnole dans la « brigade Thaelmann », la capitale parisienne devient le centre de vie du couple. En 1938, Francis Bott est l'un des cofondateurs de l’ « Union des artistes de l'Allemagne libre ». Au commencement de la 2e guerre mondiale, le 1er août 1939, Francis Bott est interné ; il veut s'engager comme volontaire dans l'armée française, mais est toutefois d'abord envoyé dans différents camps. En 1940, Francis Bott est assigné à une unité des forces armées britanniques et arrive ainsi à Toulouse, où Manja l’a précédé. Après la fin des hostilités, Francis Bott est intégré dans une liste de 87 combattants de la résistance allemande à livrer aux nazis conformément au contrat d'armistice. Il survit dans la clandestinité et travaille comme bûcheron à Couiza, au sud de Carcassonne.
Le 14 octobre 1940, Francis épouse Mania Gruszka, une concession au monde civil d’où il est issu. Quand, le 11 novembre 1942, les troupes allemandes occupent la France de Vichy, Francis et Manja se retirent près d'Aurillac dans le Cantal, et Francis Bott rejoint le groupe des francs-tireurs partisans engagés dans la résistance. En 1944, après la libération de Paris, Francis Bott et son épouse reviennent dans la capitale et il gagne sa vie en acceptant des emplois occasionnels. En 1946, Francis Bott loue avec Manja un atelier à Montparnasse 21 av du Maine Paris 15 (Chemin du Montparnasse). La France reste sa patrie d'élection. En 1961, Mania meurt des suites de maladies contractées pendant les années de persécutions. En 1967, Francis Bott épouse à Bâle, en secondes noces, Aida Hussein, doctoresse, puis alterne séjours à Paris, Munich (jusqu'en avril 1969) et Leonberg près de Stuttgart (d'octobre 1969 à septembre 1970), où Aida travaille à chaque fois comme anesthésiste. En 1970, Aida accepte un travail à Locarno ; Francis Bott vit maintenant alternativement à Paris et Losone. À partir de 1974, Aida trouve un emploi ferme à Lugano ; Francis Bott vit alternativement à Breganzona et Paris. Bien qu’à partir de 1970, il séjourne principalement dans le canton suisse du Tessin, les derniers temps à Ponte Tresa, et travaille dans son studio de Breganzona (aujourd'hui devenu un quartier de Lugano), il conservera jusqu’à peu avant sa mort en 1998 son atelier de Montparnasse.

## Carrière artistique
À l’instar de sa vie, la carrière artistique de Francis Bott est également marquée par les changements et l’instabilité : dans les années 1930, alors qu’il commence dans le style de la Nouvelle Objectivité (Neue Sachlichkeit), ses relations avec Max Ernst et son amitié avec Francis Picabia, ainsi que son intérêt pour Salvador Dalí dans les années quarante, le mettent directement sur la voie du surréalisme. Il présente d'ailleurs une oeuvre à l'exposition Le surréalisme en 1947 organisée par André breton et Marcel Duchamp à Paris. En 1948, Francis Bott se tourne vers l'abstraction qui est, selon ses propres termes, « le nouveau langage universel de l’art d’avant-garde. » Sa rencontre avec Alix de Rothschild en 1952 contribue fortement à sa reconnaissance artistique ; elle lui achète un premier tableau et lui accorde une bourse d’une année. Il acquiert ainsi durant les années 1950 et 1960 un mode d’expression personnel qui consiste à appliquer des couleurs à la spatule, notamment le célèbre bleu de Bott (Bott-Blau). Il en résulte une œuvre autonome qui associe des thèmes abstraits et des couleurs fortes. Ce sont-là ses œuvres les plus convaincantes. La reconnaissance artistique de Francis Bott s'affirme. Durant l'été 1962, il est chargé de cours invité à l’Institut des Beaux-Arts de Hambourg. Depuis le début des années 1960, ses travaux sont exposés dans de nombreuses galeries d'Europe. Dans sa dernière phase de création qui commence dans les années 1970 et témoigne à partir de 1976 environ d’un retour à ses racines surréalistes, Bott reprend ses formes d'expression éruptives ; ses toiles et ses gouaches sont maintenant des « constructions » spatiales. Elles deviennent moins hermétiques, font de nouveau une place aux représentations de formes humaines et reflètent la sérénité de l’âge. Francis Bott lui-même voit, à la fin de sa vie, ses travaux abstraits et surréalistes comme une œuvre homogène, comme la synthèse du travail de toute une vie.